# Marcus Petronius Sura Septimianus
Marcus Petronius Sura Septimianus († 190/192) war ein römischer Politiker und Senator.
Septimianus war vielleicht italischer, möglicherweise auch afrikanischer Herkunft. Sein Vater Marcus Petronius Mamertinus war im Jahr 150 Konsul. Im Jahr 190 wurde Septimianus zusammen mit Kaiser Commodus ordentlicher Konsul. Zwischen 190 und 192 wurde er auf Befehl des Commodus zusammen mit seinem Bruder Marcus Petronius Sura Mamertinus hingerichtet.